# Земельне питання
Земельне або ж аграрне питання — в широкому сенсі це питання про економічні закони розвитку сільського господарства, про розподіл та перерозподіл землі та пов'язана з цим боротьба. Оскільки раніше саме сільське господарство було основою економіки і саме в ньому була зайнята більшість населення саме це питання було, а подекуди на жаль й досі залишається головним політичним питанням.
Земельне питання в тій чи іншій формі існувало в кожну історичну епоху причому його зміст був різним у різних випадках. Втім найчастіше під земельним питання розуміли той чи інший вид перерозподілу землі. Найчастіше цей термін в історичній, політичній та економічній літературі використовують на означення подій Нового часу. Як правило в центрі земельного питання стояли більше чи менш успішні спроби ліквідації крупного землеволодіння на наділення землею селян, що безпосередньо на ній працюють.

## Найважливіші аграрні законодавчі акти
|                               |                            | |  |  |  |
| 24 лютого 1646                | Англія                     | Ордонанс парламенту про відміну «лицарського тримання», тобто про перетворення земель, що знаходилися у васальній залежності від корони на вільну приватну власність лендлордів, за збереження копігольду. Підтверджений та доповнений актами від 27 листопада 1656 та від червня 1660.                                                                                                |  |  |  |
|                               |                            | |  |  |  |
| 9 червня 1657                 | Англія—Ірландія            | Акт англійського парламенту про перетворення нових землеволодінь в Ірландії в манори. |  |  |  |
|                               |                            | |  |  |  |
| 1787                          | Сполучені Штати Америки    | Закон про націоналізацію земель на Захід від Аллеганів. Дозволяв купівлю земель з націоналізованого фонду за низькими цінами лише великими ділянками — не менше 640 акрів (близько 240 га). |  |  |  |
|                               |                            | |  |  |  |
| 4 серпня 1789                 | Франція                    | Декларація депутатів від шляхти та духовенства в Національних зборах про відмову від своїх феодальних привілеїв: десятин, прав на полювання, судових прав тощо. |  |  |  |
|                               |                            | |  |  |  |
| 15 березня 1790               | Франція                    | Земельний декрет Установчих зборів: скасування особистих феодальних повинностей, часткова відміна тріажу при збереженні за поміщиками раніше захоплених суспільних земель. |  |  |  |
|                               |                            | |  |  |  |
| 18 червня 1792                | Франція                    | Декрет законодавчих зборів про скасування усіх «випадкових» феодальних повинностей без усякого відшкодування. |  |  |  |
|                               |                            | |  |  |  |
| 20-22 та 25-28 серпня 1792    | Франція                    | Земельні декрети законодавчих зборів: полегшення для селян сплати викупу «реальних» прав та сплати земельних повинностей, встановлення п'ятирічного терміну для стягнення боргів, остаточне скасування тріажу та повернення селянам громадських земель. |  |  |  |
|                               |                            | |  |  |  |
| 15 грудня 1792                | Франція                    | Декрет Конвента про знищення феодальних прав та повинностей в країнах окупованих французькими військами. |  |  |  |
|                               |                            | |  |  |  |
| 10 червня 1793                | Франція                    | Декрет Конвента про передачу селянам громадських земель та факультативний їх розподіл між членами громад. |  |  |  |
|                               |                            | |  |  |  |
| 17 липня 1793                 | Франція                    | Декрет якобінського Конвента про повне знищення феодальних прав та привілеїв і про спалення феодальних грамот — найважливіший земельний закон французької революції. |  |  |  |
|                               |                            | |  |  |  |
| 9 жовтня 1807                 | Німеччина                  | Едикт про скасування особистої кріпосної залежності в Пруссії. |  |  |  |
|                               |                            | |  |  |  |
| 14 вересня 1811               | Німеччина                  | Едикт «Про регулювання поміщицьких та селянських стосунків» в Пруссії який дозволяв перетворення спадкових наділів селян на їх приватну власність в разі передачі частини земель поміщикам. Згідно з додатковим законом від 29 травня 1816 дія закону 1811 року не поширювалася на селян, що володіли дрібними ділянками.                                                              |  |  |  |
|                               |                            | |  |  |  |
| 1843                          | Греція                     | Земельна реформа — частковий розподіл колишніх великих маєтків турецьких землевласників, наддання селянам права купувати на виплат державні землі. |  |  |  |
|                               |                            | |  |  |  |
| 18 березня 1848               | Угорщина                   | Сейм в Пожоні прийняв закон про скасування кріпосного права. |  |  |  |
|                               |                            | |  |  |  |
| 28 березня 1848               | Чехія                      | Видання австрійським урядом патенту (указу) про викуп кріпосних повинностей в чеських землях з 31 березня 1848. |  |  |  |
|                               |                            | |  |  |  |
| 7 вересня 1848                | Австрія                    | Указ цісаря про скасування особистої залежності та про відміну феодальних повинностей за викуп. |  |  |  |
|                               |                            | |  |  |  |
| 2 березня 1850                | Німеччина                  | Закон про скасування в Пруссії селянської поземельної залежності за викуп. |  |  |  |
|                               |                            | |  |  |  |
| 19 лютого 1861                | Російська імперія          | Маніфест про звільнення селян. Скасування кріпосного права. |  |  |  |
|                               |                            | |  |  |  |
| 20 травня 1862                | Сполучені Штати Америки    | Гомстед-акт, закон про земельні наділи, згідно з яким кожен громадянин США, сплативши невеликий збір, міг отримати з суспільного фонду ділянку землі до 160 акрів (65 га). |  |  |  |
|                               |                            | |  |  |  |
| 26 червня 1863                | Російська імперія          | Положення про поземельний устрій удільних селян. |  |  |  |
|                               |                            | |  |  |  |
| 19 лютого 1864                | Польща (російська частина) | Указ царського уряду про земельну реформу в Королівстві Польськім - скасування феодальних повинностей, надання селянам у власність земель якими вони користувалися. |  |  |  |
|                               |                            | |  |  |  |
| 14 серпня 1864                | Румунія                    | Так званий «Закон про регулювання сільської земельної власності» який скасував кріпосне право, але зберіг сильні його пережитки. |  |  |  |
|                               |                            | |  |  |  |
| 21 вересня 1877               | Болгарія                   | Постанова Російського цивільного управління в Болгарії, створеного під час російсько-турецької війни, що дозволяла болгарським селянам тимчасово використовувати землі турецьких біженців, що стало поштовхом до земельного перевороту в Болгарії в 1877-1879 роках який призвів до знищення турецького феодального землеволодіння і перетворення селян в дрібних земельних власників. |  |  |  |
|                               |                            | |  |  |  |
| 22 серпня 1881                | Ірландія                   | Закон про врегулювання орендних відносин прийнятий англійським парламентом під тиском фермерського руху в Ірландії. |  |  |  |
|                               |                            | |  |  |  |
| 28 грудня 1881                | Російська імперія          | Закон про обов'язковий викуп тимчасово зобов'язаних селян. Дійсний з 1 січня 1883 року. |  |  |  |
|                               |                            | |  |  |  |
| 18 липня 1889                 | Франція                    | Закон про оренду за частку врожаю. |  |  |  |
|                               |                            | |  |  |  |
| 8 липня 1893                  | Російська імперія          | Закон про обмеження земельних перерозподілів у селянських общинах. |  |  |  |
|                               |                            | |  |  |  |
| 14 грудня 1893                | Російська імперія          | Закон про невідчужуваність селянських наділів. |  |  |  |
|                               |                            | |  |  |  |
| 9 листопада 1906              | Російська імперія          | Закон про виділення селян з общини. Початок столипінської реформи. |  |  |  |
|                               |                            | |  |  |  |
| 29 травня 1911                | Російська імперія          | Закон про землеустрій на селянських наділах. |  |  |  |
|                               |                            | |  |  |  |
| 26 жовтня (8 листопада) 1917  | РРФСР                      | «Декрет про землю» прийнятий другим з'їздом Рад робітничих та солдатських депутатів в Петрограді який оголосив про конфіскацію поміщицьких земель без викупу та про націоналізацію усіх земель. |  |  |  |
|                               |                            | |  |  |  |
| 1917                          | Мексика                    | Прийняття конституції, 27-а стаття якої проголошує землі, води та надра країни власністю мексиканського народу (стаття направлена головно проти американців). |  |  |  |
|                               |                            | |  |  |  |
| 19 лютого 1918                | РСФСР                      | Декрет ВЦИК «Про соціалізацію землі», за підписами Я. Свердлова та В. Ульянова, що відмінив прийнятий 26 жовтня 1917 р. «Декрет про землю». |  |  |  |
|                               |                            | |  |  |  |
| 25 січня 1919                 | Югославія                  | Декрет про проведення земельної реформи — скасування залишків кріпосного права — кметчини, колонату, проголошення принципу відчуження великої земельної власності (100-500 га) та розподіл великих помість. |  |  |  |
|                               |                            | |  |  |  |
| 11 квітня 1919                | Фінляндія                  | Закон який надавав орендаторам право викупу орендованих ними земель. |  |  |  |
|                               |                            | |  |  |  |
| 16 квітня 1919                | Чехословаччина             | Закон про відчуження та секвестр великих землеволодінь понад 150 гектарів корисної землі чи понад 250 гектарів загальної площі, в деяких випадках до 500 гектарів. В 1920-1922 було прийнято ряд поправок та змін в тому числі й закон 30 січня 1920 про наділення цими землями. |  |  |  |
|                               |                            | |  |  |  |
| 10 жовтня 1920                | Естонія                    | Закон про земельну реформу. |  |  |  |
|                               |                            | |  |  |  |
| 15 липня 1920                 | Польща                     | Закон про проведення земельної реформи згідно з яким максимум земельної власності становив 180 гектарів, а в деяких районах - 400. |  |  |  |
|                               |                            | |  |  |  |
| 24 вересня 1920               | Латвія                     | Закон про земельну реформу. |  |  |  |
|                               |                            | |  |  |  |
| 7 грудня 1920                 | Угорщина                   | Закон про земельну реформу. |  |  |  |
|                               |                            | |  |  |  |
| 25 квітня 1921                | Болгарія                   | Закон про «трудову земельну власність» який встановлював максимальний розмір землеволодіння в 30 гектарів оброблюваних земель і передбачав наділення землею тих хто її потребував з фонду «трудової земельної власності» за викуп. Скасований у 1923. |  |  |  |
|                               |                            | |  |  |  |
| 26 квітня 1921                | Австрія                    | Закон що дозволяв та регламентував викуп орендованих земель. |  |  |  |
|                               |                            | |  |  |  |
| 14 червня 1921                | Румунія                    | Земельний закон для «Старої Румунії» (Валахії та Молдови) встановлював максимальний розмір землеволодіння 100-500 гектарів, зазвичай 250. |  |  |  |
|                               |                            | |  |  |  |
| 29 березня 1922               | Литва                      | Закон про земельну реформу. |  |  |  |
|                               |                            | |  |  |  |
| 5 червня 1935                 | Туреччина                  | Закон про вакуфи за яким значна частина земель цього роду оголошено державною власністю. |  |  |  |
|                               |                            | |  |  |  |
| 6 вересня 1944                | Польща                     | Декрет Польського комітету національного звільнення «Про проведення земельної реформи» який скасовував поміщицьке землеволодіння. |  |  |  |
|                               |                            | |  |  |  |
| 15 березня 1945               | Угорщина                   | Декрет про земельну реформу - конфіскація усієї землі та майна що належало військовим злочинцям, фашистам, зрадникам вітчизни, а також вітчудження за викуп земельних володінь понад 100 хольдинів (57 гектарів). |  |  |  |
|                               |                            | |  |  |  |
| 23 березня 1945               | Румунія                    | Закон про земельну реформу яка ліквідувала поміщицьке землеволодіння та передавала землю селянам. |  |  |  |
|                               |                            | |  |  |  |
| 11 червня 1945                | Туреччина                  | Закон про земельну реформу згідно з яким вводився максимум в 200-500 гектарів та передбачалося наділення селян землею з державного колонізаційного фонду. |  |  |  |
|                               |                            | |  |  |  |
| 21 червня 1945                | Чехословаччина             | Декрет президента республіки «Про конфіскацію та прискорений розподіл земельних володінь німців, угорців, а також зрадників та ворогів чеського та словацького народів» |  |  |  |
|                               |                            | |  |  |  |
| 23 серпня 1945                | Югославія                  | «Закон про земельну реформу і колонізацію» який передбачав конфіскацію земельної власності понад 45 гектарів або ж 25-35 гектарів оброблюваних земель і наділення нею малоземельних чи безземельних землеробів на правах власності. |  |  |  |
|                               |                            | |  |  |  |
| 29 серпня 1945                | Албанія                    | Закон про земельну реформу прийнятий президіумом Антифашистської національно-визвольної ради. Передбачав конфіскацію великих землеволодінь понад 40 гектарів і наділення землею малоземельних чи безземельних селян. |  |  |  |
|                               |                            | |  |  |  |
| вересень 1945                 | Східна Німеччина           | Постанова уряду земель Саксонія (3 вересня), Мекленбург (5 вересня), Бранденбург (6 вересня), Саксонія-Ангальт та Тюрингія (10 вересня) про ліквідацію великої земельної власності та передачі земель малоземельним чи безземельним селянам. |  |  |  |
|                               |                            | |  |  |  |
| 5 березня 1946                | Північна Корея             | «Закон про земельну реформу в Північній Кореї» — ліквідація японського та поміщицького землеволодіння, передача землі у власність селянам. |  |  |  |
|                               |                            | |  |  |  |
| 12 березня 1946               | Болгарія                   | «Закон про трудову земельну власність» прийнятий Народними зборами — встановлення максимуму земельної власності в 20 гектарів для усієї країни і в 30 гектарів для Південної Добруджі, створення державного земельного фонду і наділення з нього тих, хто потребує землі на пільгових умовах.                                                                                          |  |  |  |
|                               |                            | |  |  |  |
| 13 квітня 1946                | Франція                    | Установчі збори прийняли статут фермерів та орендаторів який регулював орендні відносини, значну роль в прийнятті відіграла фракція комуністів. |  |  |  |
|                               |                            | |  |  |  |
| вересень 1946                 | Західна Німеччина          | Закон про земельну реформу, згідно з яким встановлювався максимум в 100 гектарів корисної площі. |  |  |  |
|                               |                            | |  |  |  |
| жовтень 1946                  | Японія                     | Закон про аграрну реформу який ліквідував поміщицьке землеволодіння. |  |  |  |
|                               |                            | |  |  |  |
| 21 березня 1948               | Чехословаччина             | Закон про нову земельну реформу за яким усі землеволодіння понад 50 гектарів підлягали державному викупу і розподілялися між селянами. |  |  |  |
|                               |                            | |  |  |  |
| 11 жовтня 1948                | Бірма                      | Закон про націоналізацію землі, передбачав обмеження поміщицького землеволодіння і розподіл між селянами викупленої поміщицької землі. Доповнений законом 1953. |  |  |  |
|                               |                            | |  |  |  |
| 1948-1958                     | Індія                      | Прийняті по шитатам закони про скасування заміндарі, що передбачали відчуження за викуп основної частини поміщицьких маєтків типу заміндарі і надання орендаторам цих земель правами власності, в деяких штатах за викуп, в більшості без нього. |  |  |  |
|                               |                            | |  |  |  |
| 1949-1955                     | Іспанія                    | Закон про «колонізації та розподіл власності в зрошуваних землях» та ряд законів про створення «зразкових» господарств. |  |  |  |
|                               |                            | |  |  |  |
| квітень 1950                  | Південна Корея             | Закон про аграрну реформу, що передбачав викуп частини земель в поміщиків. |  |  |  |
|                               |                            | |  |  |  |
| 12 травня 1950                | Італія                     | Закони про проведення часткової земельної реформи - обмеження приватної земельної власності за високий викуп. |  |  |  |
|                               |                            | |  |  |  |
| 21 жовтня 1950                | Пакистан                   | Закон про аграрну реформу у Східному Пакистані (сучасна Бангладеш) — відчуження основної частини поміщицьких маєтків та перетворення колишніх орендарів в спадкових власників, з виплатою боргу за це уряду. |  |  |  |
|                               |                            | |  |  |  |
| 28 червня 1950                | Китай                      | «Закон про земельну реформу КНР» прийнятий на 8-ій сесії Центрального народного уряду. Згідно закону поміщицька земельна власність скасовувалася, поміщицькі землі та інвентар підлягали конфіскації та розподілу серед безземельних та малоземельних селян, окрім земель що підлягали націоналізації.                                                                                 |  |  |  |
|                               |                            | |  |  |  |
| 30 січня 1952, 29 жовтня 1953 | Сирія                      | Декрет про розподіл серед приватних власників державних земель. |  |  |  |
|                               |                            | |  |  |  |
| 1952                          | Пакистан                   | Закон про відчуження маєтностей джагірдарів в Пенджабі та Північно-Західній прикордонній провінції. |  |  |  |
|                               |                            | |  |  |  |
| 1952-1961                     | Індія                      | Закони про встановлення земельного максимуму, приймалися по штатам. |  |  |  |
|                               |                            | |  |  |  |
| 9 вересня 1952                | Єгипет                     | Закон про земельну реформу, що передбачав обмеження великого поміщицького землеволодіння, регулював земельні стосунки та найм сільськогосподарських робітників. Доповнення 1958 року знижували викупні платежі селян за поміщицькі землі. |  |  |  |
|                               |                            | |  |  |  |
| 4 червня 1953                 | Південний В'єтнам          | Декрети про земельні реформи: про розподіл частини косеційних земель, про регулювання земельних відносин, про обмеження поміщицького землеволодіння, про порядок переходу у власність селян земель «відсутніх поміщиків». |  |  |  |
|                               |                            | |  |  |  |
| 4 грудня 1953                 | Північний В'єтнам          | «Закон про земельну реформу» прийнятий Національними зборами Демократичної Республіки В'єтнам з ліквідацією поміщицького землеволодіння та передачею землі селянам. |  |  |  |
|                               |                            | |  |  |  |
| вересень 1955                 | Філіппіни                  | Закон про земельну реформу за яким відбувався частковий викуп поміщицьких земель (понад 300 гектарів) державою з подальшим перепродажем їх орендарям. |  |  |  |
|                               |                            | |  |  |  |
| 31 травня 1956                | Туніс                      | Декрети про секуляризацію та націоналізацію громадських, приватних та змішаних хабусів (земельних володінь релігійних установ та духовних осіб). |  |  |  |
|                               |                            | |  |  |  |
| 22 жовтня 1956                | Південний В'єтнам          | Декрет про обмеження поміщицької власності. |  |  |  |
|                               |                            | |  |  |  |
| травень 1957                  | Туніс                      | Франко-туніська конвенція про викуп земель французьких колоністів. |  |  |  |
|                               |                            | |  |  |  |
| 11 квітня 1958                | Туніс                      | Закон про земельну реформу в долині Нижньої Меджерди, що передбачав обмеження великого приватного землеволодіння. |  |  |  |
|                               |                            | |  |  |  |
| 27 вересня 1958               | ОАР, Сирійський район      | Закон про земельну реформу, що передбачав обмеження великого поміщицького землеволодіння, регулювання орендних відносин та винайм сільськогосподарських робітників. |  |  |  |
|                               |                            | |  |  |  |
| 10 жовтня 1958                | Ірак                       | Закон про земельну реформу, що передбачав обмеження поміщицького землеволодіння, викупом частини поміщицьких земель та розподілом їх серед селян, зниження орендної плати. |  |  |  |
|                               |                            | |  |  |  |
| 17 травня 1959                | Куба                       | Закон про земельну реформу, за яким ліквідувалося землеволодіння великих поміщиків та іноземних компаній, а конфісковані землі розподілялися серед селян, а також створювалися сільськогосподарські кооперативи. |  |  |  |
|                               |                            | |  |  |  |